# Teresa Labriola
Teresa Labriola, född 17 februari 1873, död 6 februari 1941, var en italiensk jurist, författare och feminist. 
Hon blev 1919 landets första kvinnliga advokat. Hon var dotter till den marxistiska filosofen Antonio Labriola. 